# Provincia de Izu
Izu (伊豆国 Izu no kuni?) o Zushū (豆州?) fue una vieja provincia de Japón que incluía la península de Izu, que actualmente es parte de la prefectura de Shizuoka, y las islas de Izu, que hoy pertenecen a Tokio. La provincia de Izu limitó con la provincia de Sagami y con la provincia de Suruga. Antes del año 680 formó parte de la provincia de Suruga. Desde ese año hasta el período Edo Izu incluyó tres distritos: Tagata, Kamo y Naka. Durante el período Edo, Kimisawa se convirtió en el cuarto distrito de Izu.
El primer santuario (llamado Ichinomiya) de Izu fue el Santuario de Mishima, el segundo fue el Santuario de Ninomiya Hachimangu y el tercero el Santuario de Asama, los cuales estaban también en Mishima. Además, Mishima fue la localización del Templo Provincial, o Kokubunji.
Durante el período Sengoku, Izu era dominado por el clan que dominara la región de Kanto, como por ejemplo el clan Hōjō y más tarde el clan Tokugawa.

## Curiosidades
Izu fue una de las ambientaciones principales de la novela Shogun (de James Clavell) y la miniserie basada en ella, también llamada Shogun.